# نیکول فاوست
نیکول فاوست (به انگلیسی: Nicole Fawcett) کاپیتان دوم و بازیکن فعلی تیم ملی والیبال ایالات متحده آمریکا است.
او یکی از بازیکنان تیم ملی آمریکا در قهرمانی جهان ۲۰۱۴ ایتالیا بود که موفق به کسب عنوان قهرمانی و مدال طلا شد.